# Oberuzwil
Oberuzwil je obec na východě Švýcarska v kantonu St. Gallen. Žije zde přibližně 6 400 obyvatel.

## Geografie
Obec Oberuzwil se nachází v oblastí dolního Toggenburgu. Rozloha obce je 1408 hektarů, z toho 939 hektarů je zemědělsky využíváno a 321 hektarů tvoří lesy. Nejvyšší bod obce se nachází v nadmořské výšce 854 m n. m., nejnižší bod pak ve výšce 509 m n. m.
K obci patří obce Oberuzwil-Dorf (dříve Oberuzwil), Niederglatt a Bichwil. Bichwil a Oberuzwil-Dorf mají statut místní části, kromě vlastní obce se každá ze tří obcí skládá z dalších malých vesnic a osad.
Sousedními obcemi jsou Uzwil, Oberbüren, Flawil, Degersheim, Lütisburg a Jonschwil.
Jednou z obcí Oberuzwilu je Eppenberg, který leží na kopci v nadmořské výšce kolem 800 metrů. V obci se nachází také rybník Bettenau, zatímco stejnojmenná vesnice Bettenau patří k obci Jonschwil. Řeka Uze protéká obcí Oberuzwil, zatímco řeka Glatt mezi Löchli a hradištěm Giel tvoří hranici s obcí Oberbüren.

## Historie

Letecký pohled (1927)

O rané historii Oberuzwilu je toho známo jen málo: Oberuzwil lze pravděpodobně odvodit od osídlení oblasti v 6. nebo 7. století Alamany, přičemž za své pojmenování osada Uzzinwilare pravděpodobně vděčí Alamanovi jménem Uto nebo Uzo. Pokrýval tak celou dnešní oblast Niederuzwilu, Uzwilu a Oberuzwilu s několika statky. Oberuzwil (Uzzinwilare) je poprvé zmiňován v letech 819 a 824, Bichwil (Pichilinwilare) a Wilen (Wila) v roce 865.
Někdy mezi lety 1222 a 1259 byl na nejvyšším bodě Eppenbergu postaven hrad šlechticů z Eppenbergu, který však byl v roce 1403 během appenzellských válek poprvé vypálen a zničen. Poté byl znovu postaven Ludvíkem von Eppenberg. Znovu byl zničen v roce 1521, tentokrát úderem blesku. Nedostatek finančních prostředků zabránil obnově a nakonec dynastie šlechticů z Eppenbergu kolem roku 1620 zcela vymřela. Zříceniny hradu byly v roce 1808 použity mimo jiné na stavbu katolického farního kostela v Bichwilu, takže po hradu dnes nezůstaly žádné pozoruhodné stopy.

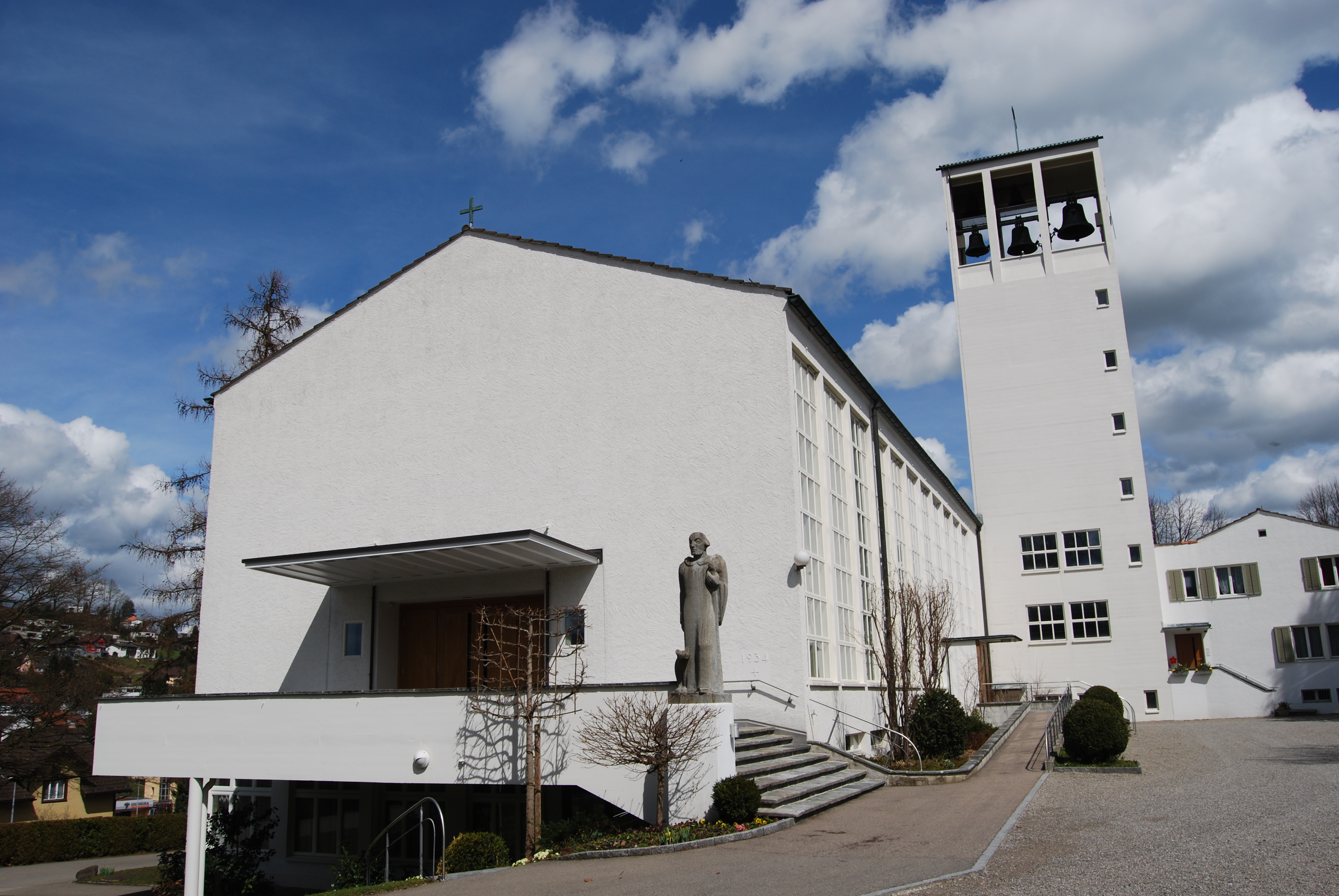
Katolický kostel v Oberuzwilu

Kolem roku 1464 bylo na příkaz kláštera v St. Gallenu přehrazeno rašeliniště u Bettenau (obec Jonschwil), aby vznikl rybník Bettenauerweiher. Tento rybník měl zásobovat klášterní kuchyni v St. Gallenu čerstvými rybami. V pozdějších letech rybník několikrát změnil majitele, ale v roce 1932 byl po úpravě hranic geograficky celý přiřazen k obci Oberuzwil. Dnes má rybník odhadovanou kapacitu přibližně 200 000 metrů krychlových.
Jednou z historických dominant Oberuzwilu je evangelický reformovaný kostel, který v letech 1765/66 naplánoval a postavil stavitelský mistr Hans Ulrich Grubenmann (1709–1783). Grubenmann věnoval kostelu křtitelnici, která se stále používá a je k vidění v kostele. Od roku 1966 je kostel chráněn jako památka národního významu.
Aktem o zprostředkování z 19. února 1803 definoval Napoleon Bonaparte budoucí strukturu Švýcarské konfederace. Tento dokument definoval kanton St. Gallen (jako nástupce kantonu Säntis) a vytvořil tak právní základ pro obec Oberuzwil. V důsledku toho byly 24. července 1803 z obcí Oberuzwil, Niederglatt, Wilen, Riggenschwil a Bichwil vytvořeny obce Oberuzwil v okrese Untertoggenburg. Až do zrušení okresů v roce 1831 byl Oberuzwil hlavním městem okresu Oberuzwil, do kterého patřily obce Oberuzwil, Jonschwil a Henau.
Curyšský architekt Fritz Metzger postavil v letech 1934–1935 katolický kostel sv. Havla. Byl postaven ve stylu novostavby a je považován za nejdůslednější jednolodní kostel dané doby.

## Obyvatelstvo
| Rok            | 1837 | 1850 | 1900 | 1950 | 2000 |
| Počet obyvatel | 2175 | 2312 | 3396 | 4102 | 5521 |

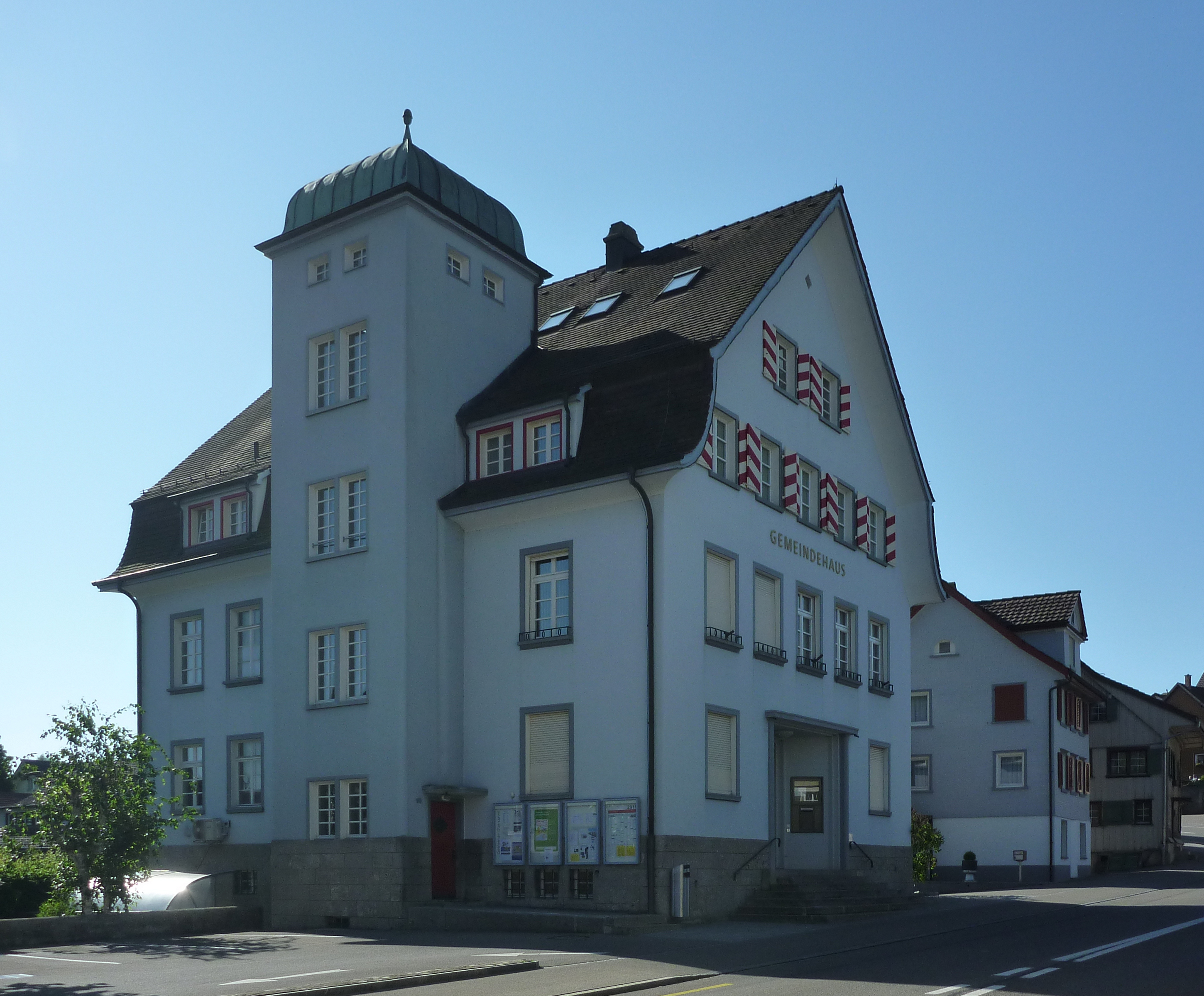
Obecní úřad

84,25 % obyvatel tvoří Švýcaři, 15,75 % cizinci. Ke katolické církvi se hlásí 44,3 % obyvatel, k evangelické a reformované církvi 30,4 % a k jinému vyznání nebo k žádnému se hlásí 25,3 % obyvatel (stav k roku 2011).

## Hospodářství
Továrna na přízi Heer (později Heer & Co. AG), založená v roce 1820, byla uzavřena v roce 2000. Jean Dierauer založil v roce 1870 továrnu na obuv. Od roku 1838 byla provozována střední škola s Flawilem a od roku 1874 s Uzwilem; od roku 1992 existuje středisko střední školy Schützengarten. Od roku 1894 existovalo v Platanenhofu vzdělávací středisko pro chlapce, které je od roku 1980 kantonálním zařízením pro rizikovou mládež. V roce 2005 tvořil primární sektor v Oberuzwilu 12 % pracovních míst a v obci byly tři sýrárny. Kromě textilního průmyslu zde sídlí také podniky na zpracování kovů. Mnoho obyvatel Oberuzwilu pracuje v Uzwilu, St. Gallenu nebo Flawilu.

## Doprava
Oberuzwil leží na kantonální silnici č. 8 (hlavní silnice 430) mezi Gossau a Wilem. Na území obce vede tato silnice kolem Riggenschwilu, přes Oberuzwil (Flawilerstrasse a Wilerstrasse) a dále podél rybníka Bettenauerweiher. Kantonální silnice č. 38 (hlavní silnice 444), která začíná na kantonální hranici mezi Bischofszellem a Niederbürenem, vede přes Oberuzwil Bahnhofstrasse a napojuje se na kantonální silnici č. 8. Kantonální silnice č. 54 spojuje Niederuzwil s Flawilem a vede přes vesnici Wilen-Watt. Územím Oberuzwilu prochází také úsek kantonální silnice č. 10 (hlavní silnice 431) mezi Lütisburgem a Flawilem, a to na úrovni Ramsau a Oberrindalu. Ostatní silnice v obci jsou místní komunikace.
S výstavbou dálnice a křižovatky Oberbüren-Uzwil v roce 1968 byla mezi Oberbürenem a Lindenplatzem v Uzwilu vybudována čtyřproudá silnice s oddělenými jízdními pruhy jako dálniční přivaděč. původně se plánovalo pokračování do Oberuzwilu, ale rozšíření chybějícího úseku mezi Lindenstrasse a hranicí obce s Oberuzwilem bylo obyvateli Uzwilu několikrát zamítnuto.
Oberuzwil leží na železniční trati Wil – St. Gallen, provozované Švýcarskými spolkovými drahami (SBB). Přes železniční stanici Uzwil, sloužící obcím Oberuzwil a Uzwil, jezdí dálkové vlaky InterCity linky IC1 (Ženeva – St. Gallen) a InterRegio linky IR13 (Curych–Chur) a také příměstské vlaky systému S-Bahn St. Gallen. Autobusovou dopravu do centra Oberuzwilu a do Bichwilu zajišťuje společnost Postauto.

## Osobnosti
- Emil Abderhalden (1877–1950), švýcarský biochemik a fyziolog, narodil se v Oberuzwilu